# Diospyros yucatanensis
Diospyros yucatanensis là một loài thực vật có hoa trong họ Thị. Loài này được Lundell mô tả khoa học đầu tiên năm 1937.